# Élection partielle de Fermanagh and South Tyrone d'avril 1981
L'élection partielle de Fermanagh and South Tyrone se déroule le 9 avril 1981.
Elle vise à remplacer le député républicain indépendant Frank Maguire (en), représentant la circonscription électorale nord-irlandaise de Fermanagh and South Tyrone à la Chambre des communes, qui est mort le 5 mars.
Cette élection met aux prises seulement deux candidats : Bobby Sands, un membre de l'Armée républicaine irlandaise provisoire qui purge une peine de quatorze années de détention à la prison de Maze, et Harry West (en), l'ancien leader du Parti unioniste d'Ulster. La candidature de Sands vise à attirer l'attention sur la grève de la faim qu'il fait avec d'autres prisonniers républicains.
Le Parti social-démocrate et travailliste retire la candidature d'Austin Currie à la dernière minute, donnant lieu à un duel très polarisé entre le républicain Sands et l'unioniste West. Sands remporte l'élection avec une majorité de 1 447 voix. Sa victoire incite le gouvernement britannique à faire voter le Representation of the People Act 1981 (en), qui interdit toute candidature à la Chambre des communes aux détenus dont la peine est supérieure à un an.
Sands meurt des suites de sa grève de la faim le 5 mai, ce qui donne lieu à une deuxième élection partielle au mois d'août.

## Les résultats
| Parti         | Parti         | Candidat        | Votes  | Votes | Votes  |
| Parti         | Parti         | Candidat        | Voix   | %     | +/-    |
| ------------- | ------------- | --------------- | ------ | ----- | ------ |
|               | Anti H-Block  | Bobby Sands     | 30 493 | 51,2  | —      |
|               | UUP           | Harry West (en) | 29 046 | 48,8  | + 20,8 |
| Participation | Participation | Participation   | 59 538 | 86,9  | – 0,2  |